# Colts d'Indianapolis
Stade
Maillots
Super Bowl V - XLI
Champion NFL 1958 - 1959 - 1968
Les Colts d'Indianapolis (Indianapolis Colts en anglais) sont une franchise de football américain basée à Indianapolis, dans l'Indiana. L'équipe est membre de la division sud de l'American Football Conference (AFC) en National Football League (NFL).
La franchise est officiellement fondée en 1953 à Baltimore dans le Maryland, mais trouve son origine chez les Triangles de Dayton, franchise créé en 1913 et une des fondatrices de la NFL. Après une série de changements, la franchise prend le nom des Colts de Baltimore en remplacement d'une autre équipe du même nom fondée en 1950. Jouant alors au Memorial Stadium de Baltimore, les Colts sont la première équipe à avoir des cheerleaders. En 1984, la franchise déménage à Indianapolis, jouant ses matchs à domicile au Hoosier Dome, renommé par la suite RCA Dome. Depuis la saison 2008, l'équipe joue ses matchs au Lucas Oil Stadium.
En tant que Colts de Baltimore, l'équipe a remporté 4 championnats NFL soit 3 finales NFL (1958, 1959 et 1968) et le Super Bowl V (saison 1970).
Depuis le déménagement à Indianapolis, les Colts ont remporté le Super Bowl LVI (saison 2006). En 1998, l'équipe devient la première de l'histoire de la ligue à remporter 12 matchs ou plus durant 5 saisons consécutives avant d'étendre ce record à 7 saisons consécutives après la saison 2009.
Le 21 mai 2025, Jim Irsay, propriétaire et président directeur général des Colts depuis 1977, meurt à l'âge de 65 ans. Ses trois enfants, toutes des filles, ont chacune un rôle de leadership et sont en partie propriétaires de l'équipe

## Palmarès
- Super Bowl (2) : 1970 (V), 2006 (XLI)
- Champion de Conférence AFC (3) : 1970, 2006, 2009
- Champion de division (16) :
  - AFC South (9) : 2003, 2004, 2005, 2006, 2007, 2009, 2010, 2013 et 2014
  - AFC East (6) : 1970, 1975, 1976, 1977, 1987, 1999
  - NFL Coastal (1) : 1968

## Logo et uniformes
Les logos et les uniformes Colts sont essentiellement restés les mêmes depuis les débuts de l'équipe en 1953. Le casque est blanc avec un logo bleu. Les maillots bleus ont des rayures blanches aux épaules, tandis que les maillots blancs ont des rayures bleues. L'équipe porte également un pantalon blanc avec des rayures bleues sur les côtés.

## Personnalités du passé

### Membres du Pro Football Hall of Fame

#### Joueurs
- 18 : Peyton Manning, QB, 1998-2011, intronisé en 2021 ;
- 19 : Johnny Unitas, QB, 1956-1972, intronisé en 1979 ;
- 24 : Lenny Moore (en), HB, 1956-1967, intronisé en 1975 ;
- 28 : Marshall Faulk, RB, 1994-1998, intronisé en 2011 ;
- 29 : Eric Dickerson, RB, 1987-1991, intronisé en 1999 ;
- 70 : Art Donovan (en), DT, 1953-1961, intronisé en 1968 ;
- 77 : Jim Parker, OL, 1957-1967, intronisé en 1973 ;
- 82 : Raymond Berry, WR, 1955-1967, intronisé en 1973 ;
- 83 : Ted Hendricks, LB, 1969-191973, intronisé en 1990 ;
- 88 : John Mackey, WR, 1996-2008, intronisé en 2016 ;
- 89 : Gino Marchetti, DE, 1953-1964 et 1966, intronisé en 1972.

#### Entraîneurs, dirigeants
- Webb Ewbank, 1954-1962, intronisé en 1978 ;
- Don Shula, 1963-1969, intronisé en 1997 ;
- Tony Dungy, 2002-2008, intronisé en 2016 ;
- Mike McCormack (en), 1980–1981, intronisé en 1984 ;
- Bill Polian (en), président/GM, 1998-2011, intronisé en 2015.

### Numéros retirés
- 18 : Peyton Manning*
- 19 : Johnny Unitas
- 22 : Buddy Young (en)
- 24 : Lenny Moore (en)
- 70 : Art Donovan (en)
- 77 : Jim Parker
- 82 : Raymond Berry
- 89 : Gino Marchetti

* Numéro plus attribué, mais pas encore officiellement retiré.

## Bilan saison par saison
| Saison               | Vic. | Déf. | Nuls | Classement                                                                          | Séries éliminatoires |
| -------------------- | ---- | ---- | ---- | ----------------------------------------------------------------------------------- | --- |
| Colts de Baltimore   |      |      |      |                                                                                     | |
| 1953                 | 3    | 9    | 0    | 5e NFL West                                                                         | -- |
| 1954                 | 3    | 9    | 0    | 6e NFL West                                                                         | -- |
| 1955                 | 5    | 6    | 1    | 4e NFL West                                                                         | -- |
| 1956                 | 5    | 7    | 0    | 4e NFL West                                                                         | -- |
| 1957                 | 7    | 5    | 0    | 3e NFL West                                                                         | -- |
| 1958                 | 9    | 3    | 0    | 1er NFL West                                                                        | Victoire en Finale de la NFL (1) : Giants de New York 23–17 |
| 1959                 | 9    | 3    | 0    | 1er NFL West                                                                        | Victoire en Finale de la NFL (2) : Giants de New York 31-16 |
| 1960                 | 6    | 6    | 0    | 4e NFL West                                                                         | -- |
| 1961                 | 8    | 6    | 0    | 3e NFL West                                                                         | -- |
| 1962                 | 7    | 7    | 0    | 4e NFL West                                                                         | -- |
| 1963                 | 8    | 6    | 0    | 3e NFL West                                                                         | -- |
| 1964                 | 12   | 2    | 0    | 1er NFL West                                                                        | Défaite en finale NFL (Browns de Cleveland) 0-27 |
| 1965                 | 10   | 3    | 1    | 1er NFL West ex æquo                                                                | Défaite en finale de conférence West (Packers de Green Bay) 10-13 (ET) |
| 1966                 | 9    | 5    | 0    | 2e NFL West                                                                         | -- |
| 1967                 | 11   | 1    | 0    | 2e NFL Coastal                                                                      | -- |
| 1968                 | 13   | 1    | 0    | 1er NFL Coastal                                                                     | Victoire en finale de conférence NFL (Vikings du Minnesota) 24–14 Victoire en finale NFL (@ Browns de Cleveland) 34–0 Défaite au Super Bowl III (Jets de New York) 7-16                                                                                        |
| 1969                 | 8    | 5    | 1    | 2e NFL Coastal                                                                      | -- |
| 1970                 | 11   | 2    | 1    | 1er AFC East                                                                        | Victoire en tour de Division (Bengals de Cincinnati) 17–0 Victoire en finale de conférence AFC (Raiders d'Oakland) 27–17 Victoire au Super Bowl V (3) : Cowboys de Dallas 16-13                                                                                |
| 1971                 | 10   | 4    | 0    | 2e AFC East                                                                         | Victoire en tour de Division (@ Browns de Cleveland) 20–3 Défaite en finale de conférence AFC (Dolphins de Miami) 0-21 |
| 1972                 | 5    | 9    | 0    | 3e AFC East                                                                         | -- |
| 1973                 | 4    | 10   | 0    | 5e AFC East                                                                         | -- |
| 1974                 | 2    | 12   | 0    | 5e AFC East                                                                         | -- |
| 1975                 | 10   | 4    | 0    | 1er AFC East                                                                        | Défaite en tour de Division (Steelers de Pittsburgh) 10-28 |
| 1976                 | 11   | 3    | 0    | 1er AFC East                                                                        | Défaite en tour de Division (Steelers de Pittsburgh) 14-40 |
| 1977                 | 10   | 4    | 0    | 1er AFC East                                                                        | Défaite en tour de Division (Raiders d'Oakland) 31-37 (2ET) |
| 1978                 | 5    | 11   | 0    | 5e AFC East                                                                         | -- |
| 1979                 | 5    | 11   | 0    | 5e AFC East                                                                         | -- |
| 1980                 | 7    | 9    | 0    | 4e AFC East                                                                         | -- |
| 1981                 | 2    | 14   | 0    | 4e AFC East                                                                         | -- |
| 1982                 | 0    | 8    | 0    | 14e Conférence AFC                                                                  | -- |
| 1983                 | 7    | 9    | 0    | 4e AFC East                                                                         | -- |
| Colts d'Indianapolis |      |      |      |                                                                                     | |
| 1984                 | 4    | 12   | 0    | 4e AFC East                                                                         | -- |
| 1985                 | 5    | 11   | 0    | 4e AFC East                                                                         | -- |
| 1986                 | 3    | 13   | 0    | 5e AFC East                                                                         | -- |
| 1987                 | 9    | 6    | 0    | 1er AFC East                                                                        | Défaite en tour de Division (Browns de Cleveland) 21-38 |
| 1988                 | 9    | 7    | 0    | 2e AFC East                                                                         | -- |
| 1989                 | 8    | 8    | 0    | 2e AFC East                                                                         | -- |
| 1990                 | 7    | 9    | 0    | 3e AFC East                                                                         | -- |
| 1991                 | 1    | 15   | 0    | 5e AFC East                                                                         | -- |
| 1992                 | 9    | 7    | 0    | 3e AFC East                                                                         | -- |
| 1993                 | 4    | 12   | 0    | 5e AFC East                                                                         | -- |
| 1994                 | 8    | 8    | 0    | 3e AFC East                                                                         | -- |
| 1995                 | 9    | 7    | 0    | 2e AFC East                                                                         | Victoire en tour de Wild Card (@ Chargers de San Diego) 35–20 Victoire en tour de Division (@ Chiefs de Kansas City) 10–7 Défaite en finale de conférence AFC (Steelers de Pittsburgh) 16-20                                                                   |
| 1996                 | 9    | 7    | 0    | 3e AFC East                                                                         | Défaite en tour de Wild Card (Steelers de Pittsburgh) 14-42 |
| 1997                 | 3    | 13   | 0    | 5e AFC East                                                                         | -- |
| 1998                 | 3    | 13   | 0    | 5e AFC East                                                                         | -- |
| 1999                 | 13   | 3    | 0    | 1er AFC East                                                                        | Défaite en tour de Division (Titans du Tennessee) 16-19 |
| 2000                 | 10   | 6    | 0    | 2e AFC East                                                                         | Défaite en tour de Wild Card (Dolphins de Miami) 17-23 (ET) |
| 2001                 | 6    | 10   | 0    | 4e AFC East                                                                         | -- |
| 2002                 | 10   | 6    | 0    | 2e AFC South                                                                        | Défaite en tour de Wild Card (Jets de New York) 0-41 |
| 2003                 | 12   | 4    | 0    | 1er AFC South                                                                       | Victoire en tour de Wild Card (Broncos de Denver) 41–10 Victoire en tour de Division (@ Chiefs de Kansas City) 38–31 Défaite en finale de conférence AFC (Patriots de la Nouvelle-Angleterre) 14-24                                                            |
| 2004                 | 12   | 4    | 0    | 1er AFC South                                                                       | Victoire en tour de Wild Card (Broncos de Denver) 49–24 Défaite en tour de Division (Patriots de la Nouvelle-Angleterre) 3-20 |
| 2005                 | 14   | 2    | 0    | 1er AFC South                                                                       | Défaite en tour de Division (Steelers de Pittsburgh) 18-21 |
| 2006                 | 12   | 4    | 0    | 1er AFC South                                                                       | Victoire en tour de Wild Card (Chiefs de Kansas City) 23–8 Victoire en tour de Divisional (@ Ravens de Baltimore) 15–6 Victoire en finale de conférence AFC (Patriots de la Nouvelle-Angleterre) 38–34 Victoire au Super Bowl XLI (4) : Bears de Chicago 29-17 |
| 2007                 | 13   | 3    | 0    | 1er AFC South                                                                       | Défaite en tour de Division (Chargers de San Diego) 24-28 |
| 2008                 | 12   | 4    | 0    | 2e AFC South                                                                        | Défaite en tour de Wild Card (Chargers de San Diego) 17-23 |
| 2009                 | 14   | 2    | 0    | 1er AFC South                                                                       | Victoire en tour de Division (Ravens) 20–3 Victoire en finale de conférence AFC (Jets) 30–17 Défaite au Super Bowl XLIV (Saints de La Nouvelle-Orléans) 17-31                                                                                                  |
| 2010                 | 10   | 6    | 0    | 1er AFC South                                                                       | Défaite en tour de Wild Card (Jets de New York) 16-17 |
| 2011                 | 2    | 14   | 0    | 4e AFC South                                                                        | -- |
| 2012                 | 11   | 5    | 0    | 2e AFC South                                                                        | Défaite en tour de Wild Card (Ravens de Baltimore) 9-24 |
| 2013                 | 11   | 5    | 0    | 1er AFC South                                                                       | Victoire en tour de Wild Card (Chiefs de Kansas City) 45–44 Défaite en tour de Division (Patriots de la Nouvelle-Angleterre) 22-43 |
| 2014                 | 11   | 5    | 0    | 1er AFC South                                                                       | Victoire en tour de Wild Card (Bengals) 26–10 Victoire en tour de Division (@ Broncos de Denver) 24–13 Défaite en finale de conférence AFC (Patriots de la Nouvelle-Angleterre) 7-45                                                                           |
| 2015                 | 8    | 8    | 0    | 2e AFC South                                                                        | -- |
| 2016                 | 8    | 8    | 0    | 3e AFC South                                                                        | -- |
| 2017                 | 4    | 12   | 0    | 3e AFC South                                                                        | -- |
| 2018                 | 10   | 6    | 0    | 2e AFC South                                                                        | Victoire en tour de Wild Card (@ Texans de Houston) 21–7 Défaite en tour de Division (Chiefs de Kansas City) 13-31 |
| 2019                 | 7    | 9    | 0    | 3e AFC South                                                                        | -- |
| 2020                 | 11   | 5    | 0    | 2e AFC South                                                                        | Défaite en tour de Wild Card (@ Bills de Buffalo) 24-27 |
| 2021                 | 9    | 8    | 0    | 2e AFC South                                                                        | -- |
| 2022                 | 4    | 12   | 1    | 3e AFC South                                                                        | -- |
| 2023                 | 9    | 8    | 0    | 3e AFC South                                                                        | -- |
| 2024                 | 8    | 9    | 0    | 2e AFC South                                                                        | -- |
| Totaux               | 564  | 510  | 8    | Saison régulière (16 titres de division, 7 titres de conférence)                    | Saison régulière (16 titres de division, 7 titres de conférence) |
| Totaux               | 023  | 025  | -    | Séries éliminatoires                                                                | Séries éliminatoires |
| Totaux               | 587  | 535  | 8    | Saison régulière + séries éliminatoires (3 titres en NFL avant 1966, 2 Super Bowls) | Saison régulière + séries éliminatoires (3 titres en NFL avant 1966, 2 Super Bowls) |